# Метростанция „Константин Величков“
Метростанция „Константин Величков“ е станция на Софийското метро. Станцията се обслужва от линии М1 и М4 и е въведена е в експлоатация на 28 януари 1998 г.

## Местоположение
Метростанцията се намира под бул. „Тодор Александров“, между бул. „Константин Величков“ и бул. „Димитър Петков“. Метростанцията има 3 вход/изхода – един на бул. „Константин Величков“ и два на бул. „Димитър Петков“. Разработен е идеен проект за вход/изход на южния ъгъл на бул. „Константин Величков“ и бул. „Тодор Александров“.
Достъпност до перона е осигурена с асансьор в западния вестибюл, достъпен през вход/изход 1.
| № | Име на вход/изход            | Достъпност |
| - | ---------------------------- | ---------- |
| 1 | бул. Константин Величков     | асансьор   |
| 2 | бул. Димитър Петков          |            |
| 3 | бул. Александър Стамболийски |            |

## Архитектурно оформление
Станицята е изпълнена по конкурсен проект на арх. Славей Гълъбов. Таванът е изпълнен с окачени декоративни алуминиеви пана, които в ъглите над коловозите са разположени на 45°. Преобладава белият цвят, който през 5 – 6 m е разнообразен с напречни червени ивици. По дължината на перона – в двата края и по средата, са монтирани напречни декоративни ферми, които изпълняват ролята на носачи за визуална информация. Стените са облицовани с бежова керамика, разсечена с тъмно кафяви вертикални и хоризонтални ивици, между които в двата края има оформени места за реклама.
През 2009 г. на станцията е извършен ремонт, по време на който изцяло е подменена облицовката на пътните стени. Плочките от керамика са заменени с керамо-гранитни, с каквито е покрит и пода на станцията, с цел по-голяма надежност. Декорацията не е променяна. Ремонтът е извършван в нощните часове, без да бъде затваряна станцията.
На станцията е монтирана автоматична портална платформа.
Станцията е безколонен тип, плитко заложена, с островен перон. Дължина на перона: 120 m.

## Връзки с градския транспорт

### Автобусни линии
Метростанция „Константин Величков“ се обслужва от 2 автобусни линии от дневния градски транспорт и 1 линия от нощния транспорт:
- Автобусни линии от дневния транспорт: 11, 83
- Автобусни линии от нощния транспорт: N1

### Трамвайни линии
Метростанция „Константин Величков“ се обслужва от 3 трамвайни линии:
- Трамвайни линии: 3, 11, 22